# Hopsin
Marcus Hopson, född 18 juli 1985 och känd under sitt artistnamn Hopsin, är en amerikansk rappare, musikvideo-regissör, hiphop-producent, sångare och skådespelare från Los Angeles i Kalifornien. 
År 2007 skrev Hopsin kontrakt med skivbolaget Ruthless Records, vilket han lämnade efter en konflikt med dess chef Tomica Wright.  
År 2009 startade han sitt eget skivbolag, Funk Volume (namnet är hans tidigare artistnamn). Damian Ritter blev sedan delägare (50/50) för att få bolaget att växa. Hopsin lämnade Funk Volume i början av 2016. Han har därefter skapat ett nytt skivbolag, Undercover Prodigy. Hopsin har arbetat med rapparen Tech N9ne, och även medverkat på albumet All 6's And 7's. 
Hopsin har medverkat i filmen Fame och flera tv-serier. Även haft en mindre roll i tv-serien That's So Raven år 2002. Det var så han försörjde sig från han var tonåring, innan musikkarriären tog fart.

## Diskografi

### Album
- Gazing At The Moonlight
- RAW
- Knock Madness
- Pound Syndrome
- No Shame